# Marc MacSharry

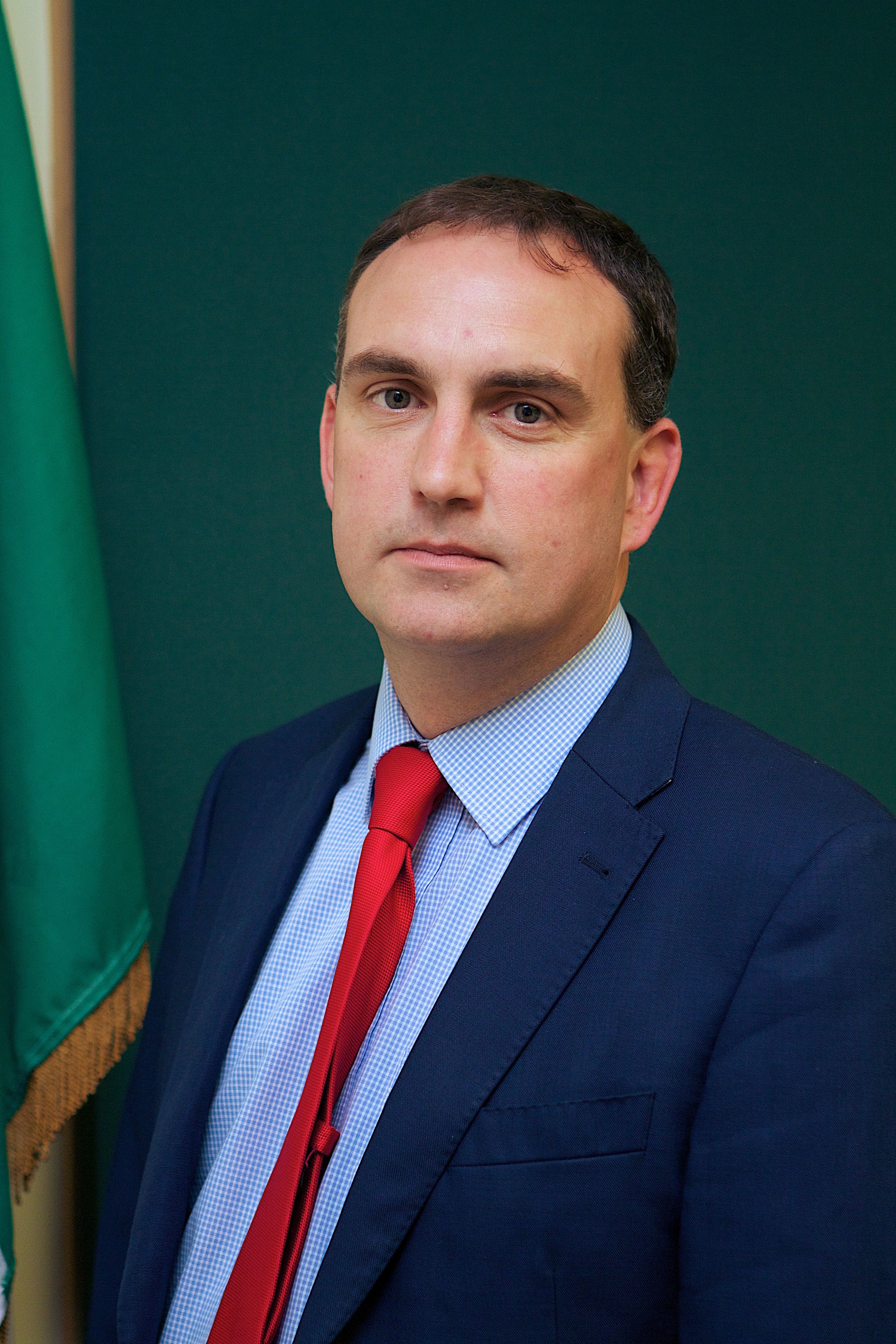
Marc MacSharry

Marc MacSharry (* 12. Juli 1973) ist ein irischer Politiker der Fianna Fáil.
MacSharry wurde 1973 als Sohn des Politikers Ray MacSharry geboren. Er ging in Sligo zur Schule und besuchte das Castleknock College in Dublin. Von 1991 bis 1994 war er als Kundenbetreuer bei der Irish Permanent Building Society tätig. Danach arbeitete MacSharry von 1994 bis 2000 als Vertriebsleiter bzw. Geschäftsführer für Celtic Foods Trading House Limited. Von 2000 bis 2005 war er CEO der Handelskammer von Sligo (Sligo Chamber of Commerce).
2002 wurde MacSharry erstmals für die Fianna Fáil in den Seanad Éireann gewählt. 2007 erfolgte seine Wiederwahl. 2016 schied er aus dem Seanad Éireann aus und wurde bei den Wahlen zum Dáil Éireann 2016 für den Wahlkreis Sligo–Leitrim gewählt. Er zog als Teachta Dála in den Dáil Éireann ein und wurde 2020 wiedergewählt. 2022 trat er aus der Fianna Fáil aus. 
MacSharry war mit Mary Murphy verheiratet und hat drei Kinder. 2016 trennte sich das Ehepaar. Neben seiner politischen Tätigkeit betreibt MacSharry ein eigenes Immobilienbüro, Marc Mac Sharry Properties, in Sligo.